# Oscar 1998
Cea de-a 70-a ediție a Premiilor Academiei Americane de Film a avut loc pe 23 martie 1998 la Shrine Auditorium, Los Angeles, California. Gazda show-lui a fost actorul Billy Crystal (pentru a șasea oară).

## Cel mai bun film
- Titanic
- As Good As It Gets
- The Full Monty
- Good Will Hunting
- L.A. Confidential

## Cel mai bun regizor
- James Cameron - Titanic
- Peter Cattaneo - The Full Monty
- Atom Egoyan - The Sweet Hereafter
- Curtis Hanson - L.A. Confidential
- Gus Van Sant - Good Will Hunting

## Cel mai bun actor
- Jack Nicholson - As Good As It Gets
- Matt Damon - Good Will Hunting
- Robert Duvall - The Apostle
- Peter Fonda - Ulee's Gold
- Dustin Hoffman - Wag the Dog

## Cea mai bună actriță
- Helen Hunt - As Good As It Gets
- Helena Bonham Carter - The Wings of the Dove
- Julie Christie - Afterglow
- Judi Dench - Mrs. Brown
- Kate Winslet - Titanic

## Cel mai bun actor în rol secundar
- Robin Williams - Good Will Hunting
- Robert Forster - Jackie Brown
- Anthony Hopkins - Amistad
- Greg Kinnear - As Good as it Gets
- Burt Reynolds - Boogie Nights

## Cea mai bună actriță în rol secundar
- Kim Basinger - L.A. Confidential
- Joan Cusack - In and Out
- Minnie Driver - Good Will Hunting
- Julianne Moore - Boogie Nights
- Gloria Stuart - Titanic

## Cel mai bun film străin
- Karakter (Olanda)
- Jenseits der Stille  (Germania)
- O Que É Isso, Companheiro? (Brazilia)
- Secretos del corazón  (Spania)
- Vor (Rusia)

## Cel mai bun scenariu adaptat
- Brian Helgeland și Curtis Hanson - L.A. Confidential bazat pe romanul lui James Ellroy
- Paul Attanasio - Donnie Brasco bazat pe evenimente reale
- Atom Egoyan - The Sweet Hereafter bazat pe romanul lui Russell Banks
- Hilary Henkin și David Mamet - Wag the Dog  bazat pe romanul lui Larry Beinhart
- Hossein Amini - The Wings of the Dove bazat pe romanul lui Henry James

## Cel mai bun scenariu original
- Matt Damon și Ben Affleck -  Good Will Hunting
- Mark Andrus și James L. Brooks (scenariu) - As Good as it Gets
- Paul Thomas Anderson - Boogie Nights
- Woody Allen - Deconstructing Harry
- Simon Beaufoy - The Full Monty